# تخلیه بار
تخلیه بار به معنی قطع یک بار کار شده‌است. این می‌تواند ۲ مشکل ایجاد کند:
- عدم تأمین تجهیزات یا مشتریان
- سنسورهای ولتاژ بالا از ژنراتور القایی(ها)

در خودرو الکترونیک، آن را به قطع اتصال باتری خودرو از آداپتور در حالی که باتری شارژ می‌شود اشاره دارد. با توجه به قطع اتصال باتری، بارهای دیگر متصل به آلترناتور، موجی از خط قدرت را می‌بینند. ولتاژ بالا این افزایش ممکن است تا ۱۲۰ ولت باشد و انحراف آن ممکن است تا ۴۰۰ میلی‌ثانیه طول بکشد. این دستگاه به‌طور معمول به ۴۰ ولت در وسایل ۱۲ ولت و حدود ۶۰ وات در سیستم‌های ۲۴ ولت بستگی دارد.

## بررسی اجمالی
پیچ‌های یک آلترناتور دارای یک اندوکتانس بزرگ هستند. هنگامی که باتری خودرو شارژ می‌شود، آلترناتور آن را با یک جریان بزرگ تأمین می‌کند، مقدار آن توسط جریان در سیم پیچ کنترل می‌شود. اگر باتری قطع شود در حالی که در حال شارژ شدن است، بار آلترناتور به‌طور ناگهانی کاهش می‌یابد. با این وجود، تنظیم‌کنندهٔ ژنراتور نمی‌تواند به سرعت باعث کاهش جریان شود، بنابراین آلترناتور ادامه می‌دهد که یک جریان بزرگ تولید کند. این جریان بزرگ موجب افزایش ولتاژ در گذرگاه خودرو به مراتب بالاتر از سطح نرمال و تنظیم شده می‌شود.
تمام بارهای متصل به آلترناتور این سیگنال ولتاژ بالا را ببینید. قدرت سنسور بستگی به عوامل بسیاری دارد از جمله سرعت که در آن متناوب چرخانده می‌شود و جریان که قبل از قطع شدن آن به باتری ارائه می‌شود.
این سنبله ممکن است تا حداکثر ۱۲۰ وات باشد و ممکن است تا ۴۰۰ میلی‌ثانیه برای فروپاشی زمان داشته باشد. این نوع سنبله به بسیاری از دستگاه‌های نیمه هادی، به عنوان مثال ECUها، که ممکن است به آلترناتور متصل شوند. برای محافظت از چنین دستگاه‌های نیمه هادی، می‌توان از دستگاه‌های حفاظت ویژه مانند دیودهایTVS ,varistorsهایی که می‌توانند انرژی این سنسورها را تحمل و جذب کنند، استفاده شوند.
استانداردهای مختلف خودرو مانند ISO 7637-2 و SAE J1113-11 یک شکل استاندارد پالس تخلیه بار را مشخص می‌کنند که ممکن است در قطعات الکترونیکی خودرو طراحی شوند.
همچنین می‌تواند یک سنسور الکتریکی کوچکتر به علت القایی سیم پیچ استاتور وجود داشته باشد. این ممکن است ولتاژ بزرگتری داشته باشد، اما برای مدت زمان بسیار کوتاهتر، به دلیل اینکه انرژی کمتری در نوسان بودن این سیمها ذخیره می‌شود. تخلیه بار می‌تواند بیشتر آسیب برساند زیرا این آلترناتور همچنان به تولید انرژی نیاز دارد تا جایی که می‌تواند جریان را کاهش دهد، بنابراین انرژی بیشتری تولید می‌شود.